# Légende d'Abgar
La Légende d'Abgar est une histoire qui est racontée dans plusieurs textes et rapportée notamment par la Doctrine d'Addaï, la Chronique d'Arbèles ou L'histoire d'Abgar de Léroubna d'Édesse. Probablement écrite d'abord en syriaque, elle est ensuite reprise par les textes ci-dessus, mais aussi par Eusèbe de Césarée et par des auteurs comme Moïse de Khorène.

## Contexte  historique de la légende d'Abgar
La présence de chrétiens en Asie est attestée dès le premier siècle, l'Église de Syrie est fondée vers 37 par Pierre et Paul et se diffuse  dans la région dont au royaume d'Édesse,  essaimant pour la première fois hors de l'Empire romain.
L'évangélisation du roi d'Édesse Abgar IX, dit Abgar le Grand, à la fin du IIe siècle est historiquement établie par la preuve textuelle médiévale (Gesta Pontificum Romanorum, Liber Pontificalis).

## La «légende d'Abgar»
La « Légende d'Abgar » raconte que le roi Abgar V (13-50) avait fait mander Jésus qui lui avait envoyé à sa place Jude (apôtre). La tradition du christianisme syriaque identifie Jude avec ce dernier et le désigne comme « frère jumeau de Jésus », pour un personnage qui revêt une grande importance dans la tradition chrétienne de Syrie orientale.
Eusèbe de Césarée cite, dans son Histoire ecclésiastique (HE I. XIII), une correspondance que le roi Abgar d'Édesse — que l'on identifie comme étant « Abgar V Oukama » (« le noir ») — aurait eue avec  Jésus pour le prier de venir le guérir d'une maladie réputée incurable. Dans sa réponse, Jésus aurait écrit :
« Lorsque j'aurai été élevé, je t'enverrai un de mes disciples pour te guérir de ton infirmité et te donner la vie, à toi et à ceux qui sont avec toi. »
Eusèbe poursuit :
« Après l'ascension de Jésus, Judas, qu'on appelle aussi Thomas, envoya à Agbar l'apôtre Thaddée, un des soixante-dix. »
Thaddée évangélisa la ville d'Édesse et son roi.
Toutefois, déjà dans le Décret de Gélase, comme encore actuellement, cette correspondance est regardée comme apocryphe.
Cet épisode connut une fortune certaine, et divers textes le rapportent dans une rédaction amplifiée et grossie de plusieurs légendes.
Ces évènements sont également cités dans la Doctrine d'Addaï (Mallpānutā d-Adday šliḥā), texte anonyme de la littérature syriaque, composé à Édesse (aujourd'hui Şanlıurfa en Turquie) probablement dans la première moitié du Ve siècle. Le manuscrit de Saint-Pétersbourg (Syr. 4, sans doute du VIe siècle) utilisé par l'éditeur du texte, George Phillips, donne au début le plan suivant du récit :
- quand Abgar, le roi, le fils de Ma'nu, le roi, envoya une lettre à Jérusalem à Notre-Seigneur ;
- quand Addaï, l'apôtre, vint à Édesse, et ce qu'il dit dans l'annonce de son kérygme ;
- les instructions qu'il donna au moment de quitter ce monde à ceux qui avaient reçu de lui l'ordination.

On trouve dans un Martyrologe arménien (Paris. arm. 88) une traduction de la Doctrine d'Addaï, avec les noms propres un peu déformés et quelques détails différents. Le scribe Laboubna, fils de Sennak, fils d'Abschadar, devient « Ghéroupna (ou Léroubna), fils d'Anag, fils d'Apschatar ». Ce « Léroubna d'Édesse » est connu de l'historien Moïse de Khorène, qui donne dans son Histoire d'Arménie (II, 30-36) une version un peu modifiée du texte (sans l'histoire de Protonikè) : selon lui, « Léroubna » aurait écrit une histoire d'Abgar et de son neveu Sanadroug (qui aurait régné sur l'Arménie), conservée dans les archives d'Édesse. Dans cette version arménienne, les noms changent donc quelque peu : Abgar est qualifié de « fils d'Arscham » par erreur de lecture ou de traduction du traducteur arménien, et il est précisé que les Syriens appelle « Arscham » du nom de « Manova » ; Addaï et son successeur Aggaï s'appellent tous les deux « Até » ; Protonikè (ou Pétronikè) devient « Patronicia », etc. Dans cette version, le premier « Até » (donc Addaï) ne meurt pas, mais « s'en va vers l'Orient pour prêcher l'Évangile du Christ ». D'autre part, le début de l'histoire est daté de l'an 340 des Séleucides, comme chez Eusèbe, et non pas l'an 343. Sinon, c'est le même texte.
Moïse de Khorène écrit d'autre part (II, 35) que la première femme d'Abgar n'était autre qu'Hélène d'Adiabène  ; ce qui signifie soit qu'il identifie Abgar V et le Monobaze Ier de Flavius Josèphe (l'élément « Mono- » représente peut-être Ma'nu, nom porté par les Abgar, « -baze » étant un titre), soit que Hélène d'Adiabène s'est remariée avec Abgar V après la mort de Monobaze Ier dans les années 30. Cette confusion de Moïse de Khorène est entretenue par le fait que l'épouse d'Abgar V est aussi appelée Hélène (avec Salomé comme autre prénom), mais elle est donnée comme la fille de Mithridate et d'Augusta. L'historien arménien présente en outre (II, 33) le Juif Tobie, hôte d'Addaï (« Doupia » dans le texte arménien) comme un ancêtre des Bagratouni (qui selon la tradition descendaient du roi David). D'autre part il raconte (II, 74) que, le royaume ayant été divisé en deux après la mort d'Abgar entre le fils d'Abgar, qu'il appelle Ananoun, régnant à Édesse, et son neveu Sanadroug régnant sur l'Arménie, Addaï/Até parvint un temps à convertir ce dernier, qui ensuite se rétracta par crainte des satrapes arméniens : l'apôtre subit ainsi le martyre avec ses compagnons dans le canton de Schavarschan, appelé plus tard Ardaz, où son corps fut un temps caché dans un rocher avant d'être emporté par des disciples pour être inhumé en un autre endroit. Moïse de Khorène défend donc l'idée que le tombeau d'Addaï ne se trouvait pas à Édesse, mais en Arménie.
Parmi les textes postérieurs à la Doctrine d'Addaï qu'il faut signaler ici, il y a l'une des recensions syriaques du texte intitulé en latin Transitus Beatæ Mariæ (sur l'Assomption de Marie) : elle place les épisodes de la guérison d'Abgar et de l'évangélisation de la Mésopotamie avant la Passion, et d'autre part elle donne une version différente, plus courte, de la lettre d'Abgar à Tibère. Un point important de la tradition est la protection spéciale dont jouirait la cité d'Édesse, due à la bénédiction de Jésus matérialisée, soit par une lettre venant de lui, soit par un portrait. La première tradition, attestée donc au IVe siècle par le Pèlerinage d'Égérie, se trouve ensuite chez Procope de Césarée à propos du siège d'Édesse par Khosrô Ier en 544 : « La fin de la lettre contenant la bénédiction est ignorée des auteurs qui écrivirent l'histoire de ces temps (not. Eusèbe de Césarée), mais les Édesséniens prétendaient que cette bénédiction se trouvait dans la lettre. Dans cette conviction, ils plaçaient cette lettre devant les portes de la ville comme un palladium. Pour éprouver la véracité de cette croyance, Chosroès mit le siège devant Édesse, mais frappé d'une fluxion de la face, il se retira honteusement ». Dans son récit du même siège de 544, Évagre le Scholastique corrige explicitement l'information donnée par Procope : « Cette assertion (qu'Édesse ne tomberait jamais entre les mains d'un ennemi) n'est pas contenue dans ce qui a été écrit à Abgar par le Christ notre Dieu, comme les gens studieux peuvent le constater dans l'Histoire d'Eusèbe, qui cite la lettre textuellement.[...] Quand les assiégés virent la levée de terre qui approchaient des murs comme une montagne en mouvement, et l'ennemi prêt à entrer dans la ville au point du jour, ils imaginèrent de creuser une mine sous le remblai, et de cette manière de mettre le feu [...], mais ils ne parvinrent pas à enflammer le bois [...]. Dans leur perplexité, ils apportent l'image divinement produite (θεότευκτος), que la main des hommes n'avait pas fabriquée (άχειροποίητος), mais que le Christ notre Dieu avait envoyée à Abgar qui désirait le voir. Ainsi, ayant introduit cette image sainte dans la mine [...] ».
Ainsi, à l'époque d'Évagre (qui écrit vers 593), le palladium d'Édesse n'est plus la lettre, mais le portrait du Christ. Mais ce n'est plus un portrait peint par le secrétaire Hannan, comme dans la Doctrine d'Addaï, mais une image acheiropoïète, qui sera désormais connue sous le nom de Mandylion. Jean Damascène, dans son traité Sur les saintes images, prétend ensuite qu'Hannan a été empêché de peindre par l'éclat surnaturel de la figure du Christ, et que celui-ci, par complaisance, a pris la toile et se l'est appliquée sur le visage, et ses traits s'y sont imprimés. À noter au sujet des « saintes images » que les tenants de l'ahmadisme musulman vénèrent le Suaire de Turin qu'ils considèrent comme être une image authentique de Jésus mais contrairement aux chrétiens, la communauté Ahmadiyya croit que le suaire de Turin ne prouve pas la mort ni la Résurrection (christianisme) de Jésus-Christ mais le fait qu'il était vivant quand on le fit descendre de la Croix.